# Симфонія № 9 (Моцарт)
Симфонія № 9, до мажор, KV 73 Вольфганга Амадея Моцарта була написана навесні 1770 року.
Структура:
1. Allegro, 4/4
2. Andante, 2/4
3. Menuetto and Trio, 3/4
4. Molto allegro, 2/4

Склад оркестру:
2 флейти, 2 гобої, 2 фаготи, 2 валторни, 2 труби, литаври, клавесин і струнні.

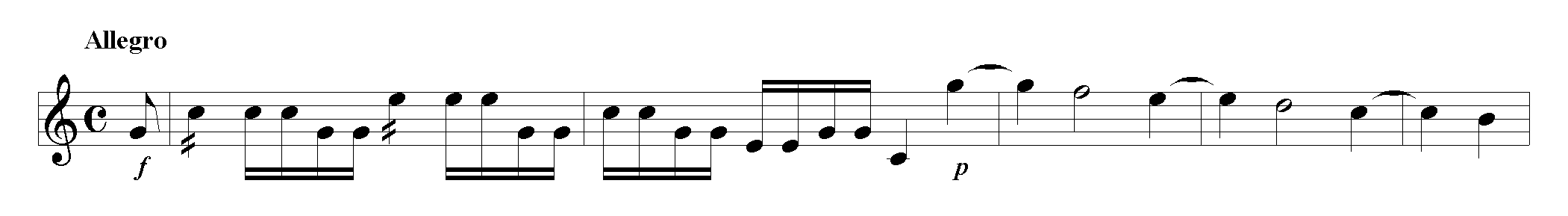
Симфонія № 9 (Моцарт), початок

## Ноти і література
- Ноти [Архівовано 25 березня 2012 у Wayback Machine.] на IMSLP
- Dearling, Robert: The Music of Wolfgang Amadeus Mozart: The Symphonies Associated University Presses Ltd, London 1982 ISBN 0-8386-2335-2
- Kenyon, Nicholas: The Pegasus Pocket Guide to Mozart Pegasus Books, New York 2006 ISBN 1-933648-23-6
- Zaslav, Neal:Mozart's Symphonies: Context, Performance Practice, Reception OUP, Oxford 1991 ISBN 0-19-816286-3